# 秋田県立図書館
秋田県立図書館（あきたけんりつとしょかん）は秋田県秋田市にある公共図書館である。秋田県教育委員会所管。1993年（平成5年）に開館した現施設は、秋田県公文書館（秋田県総務部所管）と建物を共用する。2012年度における蔵書冊数は約80万5,000冊。分館として秋田県立図書館あきた文学資料館が設置されている。

## 歴史

### 前史
秋田県立図書館の前史として、1879年（明治12年）に創立され、翌年開館した秋田公立書籍館（あきたこうりつしょじゃくかん）の存在が挙げられる。これは秋田県立図書館の前身にあたる とされ、地方としては京都、高知、宮城などとともに最も早くに設置されたものであった。県の告諭によって旧藩時代の資料の散逸を防ぎ、和漢洋の書籍を広く集める事を目的として開館した書籍館であったが、開館から半年で秋田師範学校の附属施設となり同校に移転している。1882年（明治15年）には師範学校から独立し、名称も秋田書籍館と改められたが、当時の財政困難を理由として1884年（明治17年）に休館、蔵書は秋田師範学校に寄託され、1886年（明治19年）には廃止されるに至った。

### 草創期における佐野友三郎の活動
あらためて秋田県立図書館として設立されたのは1899年（明治32年）、秋田県立秋田図書館として千秋公園内の一角に開館した。これは府県立図書館として京都府立図書館に次ぐ2番目に古いものであると称する。あわせて秋田図書館規則が公布されている。
秋田県立図書館が近代公共図書館としての基礎を確立したのは、第2代館長（初の専任館長）であった佐野友三郎の施策による。東京大学（後東京帝国大学）予備門以来の友人であった秋田県知事武田千代三郎の要請で秋田に赴任した佐野は、1900年（明治33年）4月から1903年（明治36年）山口県立山口図書館館長に転ずるまでの約3年間、当館の館長を務めた。佐野の施策である「郡立図書館への設立補助制度」、「巡回文庫の実施」、「多額の図書購入費の継続実施と郷土資料の収集」の3点は、図書館サービス・図書館サービス網の原点として評価され、特に巡回文庫の実施は、日本近代図書館史において高く評価されるものであるとされる。佐野の構想は図書館事業の普及発展により県民に良質な図書に触れる機会を増やし、読書習慣およびその実益の普及を目指すものであり、巡回文庫の実施およびその受け皿となる郡立図書館の設立補助はその要諦を成すものであった。1901年（明治34年）の北秋田郡立図書館（後の大館市立粟森記念図書館）を皮切りに、山本郡立（1902年、後の能代市立能代図書館）、仙北郡立（1902年、後の大仙市立大曲図書館）、南秋田郡立（1902年、後の秋田市立土崎図書館）、雄勝郡立（1903年、後の湯沢市立湯沢図書館）、由利郡立（1903年、後の由利本荘市中央図書館）、平鹿郡立（1903年、後の横手市立横手図書館）と、この時期7館の郡立図書館が誕生しているが、これらは1901年（明治34年）、5名の県議によって秋田県会に提出された図書館設置奨励のために補助金を交付すべきであるとする建議に基づいて予算が講じられたものであり、一か所につき200円の補助金が交付された。なお、雄勝郡立図書館を除くこれら郡立図書館は、1923年（大正12年）の郡制廃止から1932年（昭和7年）に各館それぞれの地元町に移管されるまでの約9年間、当館の分館であった。郡立図書館の整備を受け、1902年（明治35年）からは巡回文庫の実施が開始された。この巡回文庫は約150冊程度が収納可能な高さ2尺、長さ3尺、深さ8寸の木製の箱で4基が用意され、1か所につき3ヶ月の利用、各図書館では年4回の文庫の巡回を受ける仕組みであった。この巡回文庫は1902年（明治35年）、1903年（明治36年）の2年実施されただけで一時中断してしまうが、その原因は日露戦争のほかに巡回文庫の事業が端緒についたばかりで佐野が山口県立図書館長に転任してしまったことも原因の一つだったようである。秋田では巡回文庫の成果を十分に確かめる事が出来なかった佐野であるが、その活動は山口においてより発展をみることになる。

### 戦前期の展開
佐野退任後の秋田県立図書館は、日露戦争による一時的な巡回文庫の停止があったものの1907年（明治40年）には復活し、明治期末まで蔵書5万冊の規模で推移し、書庫の増築などを重ねながら運営されてきたが、1914年（大正3年）、大正天皇即位記念事業として記念会館、記念図書館の建設が県会で可決され、1919年（大正8年）、秋田市東根小屋町にルネッサンス風の新図書館が開館した。この新図書館では一般閲覧室の他に児童閲覧室と婦人閲覧室が設けられ、社会教育活動の拠点としての性格が意識されることとなった。また、前述の通り1923年（大正12年）には郡制廃止により北秋田、山本、仙北、南秋田、由利、平鹿の各図書館が当館の分館となったほか、郡立図書館のなかった鹿角郡では花輪町にあった郡公会堂を県に移管し花輪分館とした（後の鹿角市立花輪図書館）ことで、県内全郡への公立図書館の設置をみた。
1924年（大正13年）県社会教育主事であった吉村定吉が兼任館長に就任する（1926年から専任館長）と、意欲的な施策が次々と推進されていくことになる。具体的には新聞閲覧室の設置、講堂の一般利用の開放、『秋田図書館報』の発刊、研究室の設置などが挙げられ、中でも研究室は、その利用対象は当時の検定試験独学者を主としたものであったものの、研究室利用者は備え付けの図書を自由に利用でき、学習を支援するために5人の研究指導者を置くなど、きわめて画期的な事業であった。また吉村は1925年（大正14年）、「秋田考古会」を設立し、秋田県の考古学および近代史研究の端緒を開くとともに、『秋田考古会誌』を発行した。吉村は1929年（昭和4年）までの約6年間、当館の館長を務めた。
一方で昭和期に入ると、国内図書館界の官僚化による活動の変質、そして昭和恐慌の時勢のもと、当館の活動もその影響を受けていくことになる。1931年（昭和6年）県は分館をそれぞれの所在地の町に移管することを決定すると、翌1932年（昭和7年）にこれらは廃止され、全県的なサービス網が分断されてしまった。その一方で、図書館統制強化が打ち出された改正図書館令（1933年制定）のもと、当館は秋田県の中央図書館として位置づけられることとなった。かねてより行われてきた巡回文庫の実施も影響の例外でなく、1932年新設の県社会教育課の職掌に「図書館及巡回文庫ニ関スル事項」の定めがあり、この時点で巡回文庫は図書館事業というよりも社会教育施策の一環として認識されていたとされ、1935年（昭和10年）新たに交付された「秋田県立秋田図書館規則」では名称を「貸出文庫」と変え、地域教化を目指し学校や青年団なども対象に含めた読書普及の施策に変容していったのである。

### 戦後期から現在にかけて

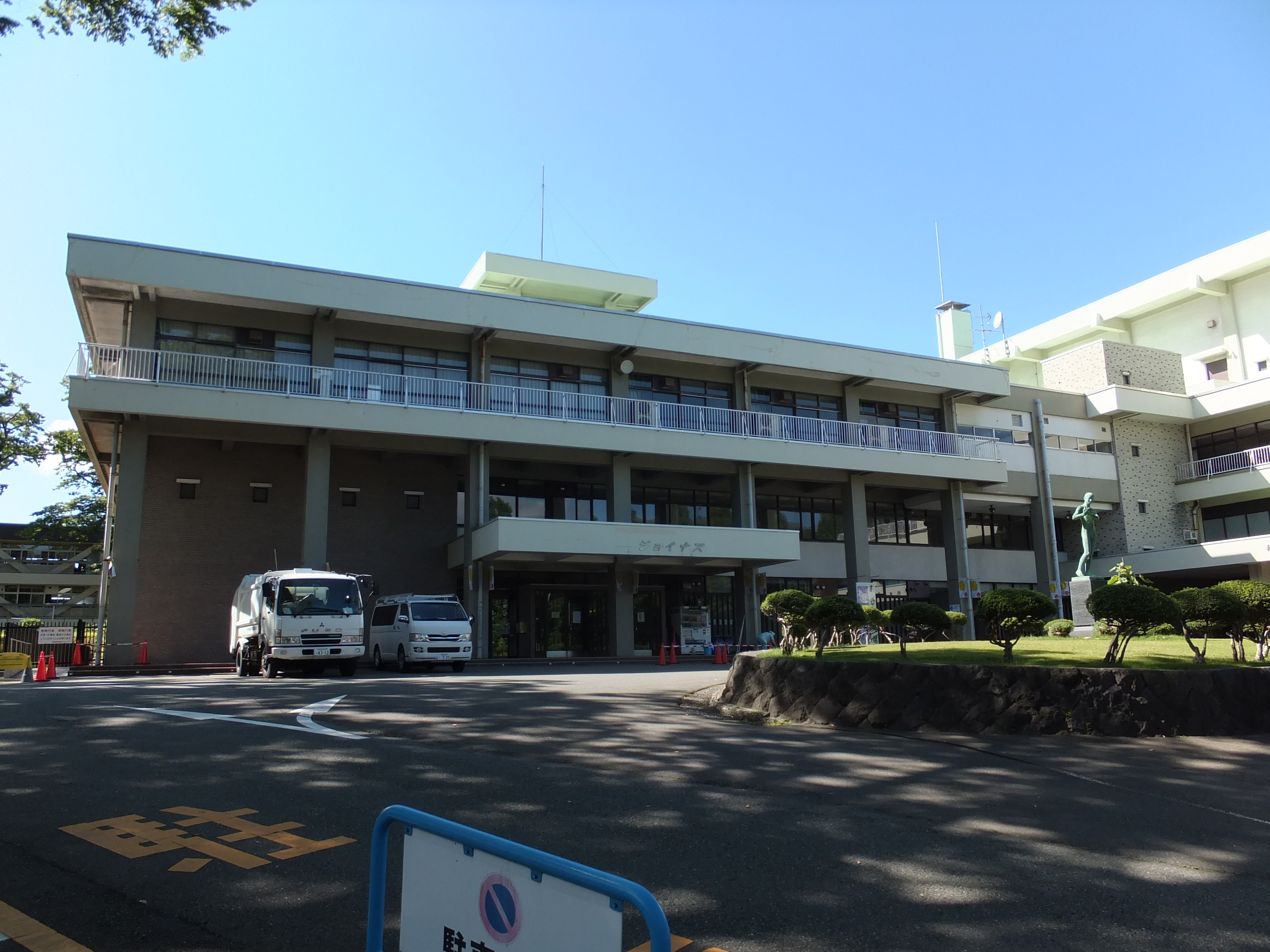
秋田県民会館分館「ジョイナス」
もと秋田県立図書館として使用された

太平洋戦争は当館にも1945年（昭和20年）6月に貴重な資料約500点の疎開をさせるなどの影響をもたらし、戦後も県内の小規模図書館の多くが消滅していったものの、1947年（昭和22年）に『秋田県中央図書館報告』を提出するなど当館は引き続き中央図書館としての機能を維持している。図書館法（1950年制定）制定に先立つ1949年（昭和24年）には自由接架室を置き、1951年（昭和26年）には所蔵文庫をNDCに準拠した分類体系に整理して郷土文献目録を刊行した。翌1952年（昭和27年）には県内主要図書館10館と連携して、新たに配本所方式に基づく貸出文庫が発足した。これは県内10か所に設置された配本所を通じて4Hクラブ、青年会、婦人会、読書会などに1ヶ月50冊をめどとして貸し出す方式であった。貸出文庫の及ばない僻地に対しては、1953年（昭和28年）に導入された自動車文庫「おりおん号」がカバーした。全3コース、県内60か所に設置されたステーションを巡回し、走行距離は939kmにもおよぶものであった。1960年（昭和35年）には「第二おりおん号」が導入され2台での運行となり、この「おりおん号」の活動は1987年（昭和62年）まで続いた。
秋田国体が開催された1961年（昭和36年）には、秋田市下中城町に秋田県民会館、秋田県日米文化会館（1971年廃止）の複合施設として新館が完成し、11月に開館した。
現在の秋田県立図書館は、1993年（平成5年）秋田市千秋明徳町から同山王新町に移転した際に現名称に改められたものである。施設としては4代目にあたり、秋田県公文書館との複合施設（#施設概要にて後述）である。先代の施設は改修工事を受け、秋田県民会館分館「ジョイナス」として2018年（平成30年）まで使用された。2006年（平成18年）には分館として「あきた文学資料館」が開館した。

### 年表
特に注釈を付さないものは秋田県立図書館公式サイトの記述 に拠る。

#### 秋田県立図書館設立以前
- 1880年（明治13年） - 前身である秋田公立書籍館（あきたこうりつしょじゃくかん）、秋田西根小屋町に開館。当初は一民家に開館した[6]が、7月には秋田師範学校の附属となり同校に移転した[22]。
- 1882年（明治15年） - 7月に秋田師範学校より分離、9月に秋田書籍館に改称する[22]。
- 1884年（明治17年） - 7月に蔵書を秋田師範学校に寄贈し休館、2年後の1886年（明治19年）3月に廃止された[22]。
- 1896年（明治29年） - 県会で図書館設置建議がなされる[22]。

#### 秋田県立図書館設立以後
- 1899年（明治32年）4月 - 秋田県立秋田図書館が設立され、11月に秋田市上中城町の千秋公園内に開館。
- 1901年（明治34年）5月 - 夜間の閲覧を開始[22]。
- 1902年（明治35年）10月 - 日本最初の巡回文庫を開設。
- 1918年（大正7年）8月6日 - 秋田市東根小屋町[注 2]に新館完成、開館。
- 1919年（大正8年）8月 - 児童閲覧室を設置[22]。
- 1923年（大正12年）4月 - 郡制廃止により北秋田、山本、南秋田郡、由利、仙北、平鹿の各郡立図書館および花輪を県立図書館分館とする。
- 1932年（昭和7年）3月 - 分館をそれぞれの地元町（大館町、能代港町、土崎港町、本荘町、大曲町、横手町、花輪町）に移管し廃止。
- 1933年（昭和8年）9月 - 改正図書館令により、秋田県の中央図書館に指定される。1950年（昭和25年）図書館法制定に基づき廃止。
- 1953年（昭和28年）10月 - 自動車文庫おりおん号運行開始。
- 1961年（昭和36年）11月 - 秋田市下中城町[注 4]に新館完成、開館。
- 1987年（昭和62年）9月 - 自動車文庫おりおん号廃止。
- 1993年（平成5年）11月2日 - 秋田市山王新町に新館完成、開館。秋田県立図書館に改称。
- 2006年（平成18年）4月28日 - あきた文学資料館開館。

## 本館

### 施設概要
本館の建築構造は鉄骨鉄筋コンクリート造、一部鉄筋コンクリート造および鉄骨造の地下1階、地上4階（一部3階建） で秋田県公文書館との複合施設である。延床面積は12,445.7平方メートル、敷地面積は7,443.85平方メートル で、1階部分に吹き抜けのエントランスホール、図書館事務室、書庫、利用者用ロッカー室などが、2階部分に図書館閲覧室、公文書閲覧室などの諸室が設けられている。3階は公文書館の事務室、書庫、整理研究室などが、4階は県立図書館の書庫となっている。

### サービス

#### 館外貸出
館外貸出は秋田県内在住または勤務している者、および学生で帰省先が秋田県の者が対象。貸出には利用者登録を要する。また、当館所蔵の資料を県内の市町村立図書館・公民館図書室を通じて借りることも可能である。
- 図書・雑誌：7冊まで22日間貸出可
- 視聴覚資料：3点まで10日間貸出可

#### レファレンス
利用者の調べ物について図書館の資料等を使って支援するレファレンスサービスを行っており、電話・FAX・文書・メールでも受付を行っている。レファレンスサービスへの認知の向上のため、2006年（平成18年）にイメージマークを作成、翌2007年（平成19年）より県内の図書館で掲示を行っている。

#### 開館時間
開館時間の規定は教育機関の管理及び運営に関する規則第2条 に拠る。
- 平日：9時00分 - 19時00分
- 土・日・国民の祝日に関する法律に規定されている休日：9時00分 - 18時00分

#### 休館日
休館日の規定は教育機関の管理及び運営に関する規則第3条 に拠る。
- 毎週水曜日（その日が休日、8月29日又は11月1日にあたる場合は、その次の平日）
- 年末年始（12月28日から1月3日まで）
- 特別整理期間

### 立地
秋田駅から西に約3kmに位置し、児童会館通りを挟んで秋田県生涯学習センターおよび秋田県児童会館と相対する。山王大通りを挟んで北側には秋田県立体育館があり、その先には八橋運動公園が広がる。交通機関は秋田駅西口より秋田中央交通バスの中央交通線・臨海営業所線・県立プール線・県庁・寺内経由土崎線ほかが頻発しており、「県立体育館前」下車。所要時間は10分余りである。

## あきた文学資料館
あきた文学資料館（-ぶんがくしりょうかん）は、秋田県立図書館の分館であり、秋田にゆかりのある作家の資料の資料を収集・保存して散逸を防ぎ、県民共有の財産として公開し活用を図ることを目的として2006年（平成18年）に開館した。建物は秋田県立秋田東高等学校（秋田県立秋田明徳館高等学校の前身）の校舎を改修して再利用したものである。

### サービス

#### 開館時間
開館時間の規定は教育機関の管理及び運営に関する規則第2条の2 に拠る。
- 10時00分 - 16時00分

#### 休館日
休館日の規定は教育機関の管理及び運営に関する規則第3条の2 に拠る。
- 月曜日（祝日およびその振替休日の場合は開館し翌日休館）
- 年末年始（12月28日から1月3日まで）
- 特別整理期間

### 立地
秋田市の中心市街地に近い中通地区に位置し、近傍には秋田市民市場などがある。秋田駅からは徒歩10分ほど、秋田市中心市街地循環バス「ぐるる」では「南大通り・中通病院前」バス停または「秋田市民市場前」バス停が最寄りである。